# Pathos München

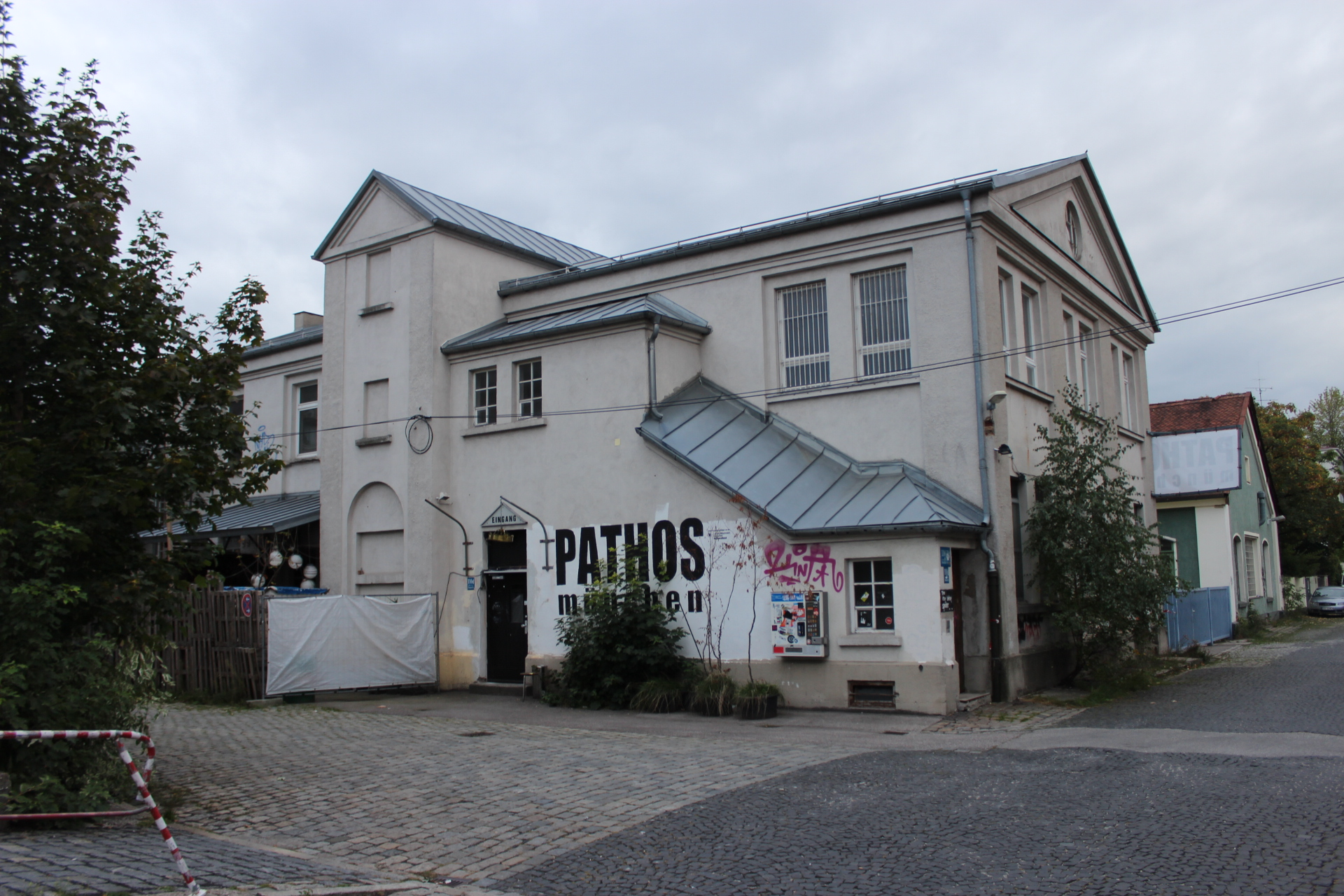
Pathos Theater

Das Pathos München (ehemals Pathos transport theater) ist ein Produktions- und Spielort für Freies Theater im Kreativquartier an der Dachauer Straße. Der Rechtsträger erhält eine institutionelle Förderung durch die Stadt München und zeigt an den beiden Spielstätten Pathos Theater und Schwere Reiter ein generationsübergreifendes Programm aus Theater, Tanz, Performance, Musik und diskursiven Formaten. Das Theater wird seit 2022 von Judith Huber und Jan Geiger geleitet. Künstlerischer Leiter der digitalen Bühne ist Lionel Dante Dzaack. Träger der Spielstätte ist der gemeinnützige Verein Pathos München e. V. in München.

## Über das Theater
Mit seinem Programm will sich das Theater künstlerisch mit gesellschaftlicher Wirklichkeit sowie Grenzsetzungen auseinandersetzen. Ziel ist eine große Diversität der beteiligten Akteure im Hinblick auf Alter, Geschlecht, sozialer Herkunft, Religion und Behinderung oder Nichtbehinderung. Zudem werden junge Künstler gefördert, die am Beginn ihrer Laufbahn stehen.
Das Pathos engagiert sich in regionalen, überregionalen und internationalen Künstler-Netzwerken. Es ist Teil des Netzwerks Freier Theater, einem Zusammenschluss freier Spielstätten aus verschiedenen deutschen Bundesländern, zu dem unter anderem der Theaterdiscounter Berlin, das Lichthof Theater Hamburg und das Theater Rampe in Stuttgart zählen, und Mitglied des IETM (International Network for Contemporary Performing Arts).
Das Pathos theater setzt sich mit verschiedenen Partnern für die kulturelle Vermittlungsarbeit ein. Seit 2019 ist es Partnertheater von TUSCH (Theater und Schule) München und initiiert verschiedene Projekte mit Künstlern an Bildungseinrichtungen. Unter dem Namen „Young Pathos Collectiv“ leiten die Schauspielerinnen Chris Hohenester und Rena Dumont einen Theaterclub für junge Menschen.

## Geschichte

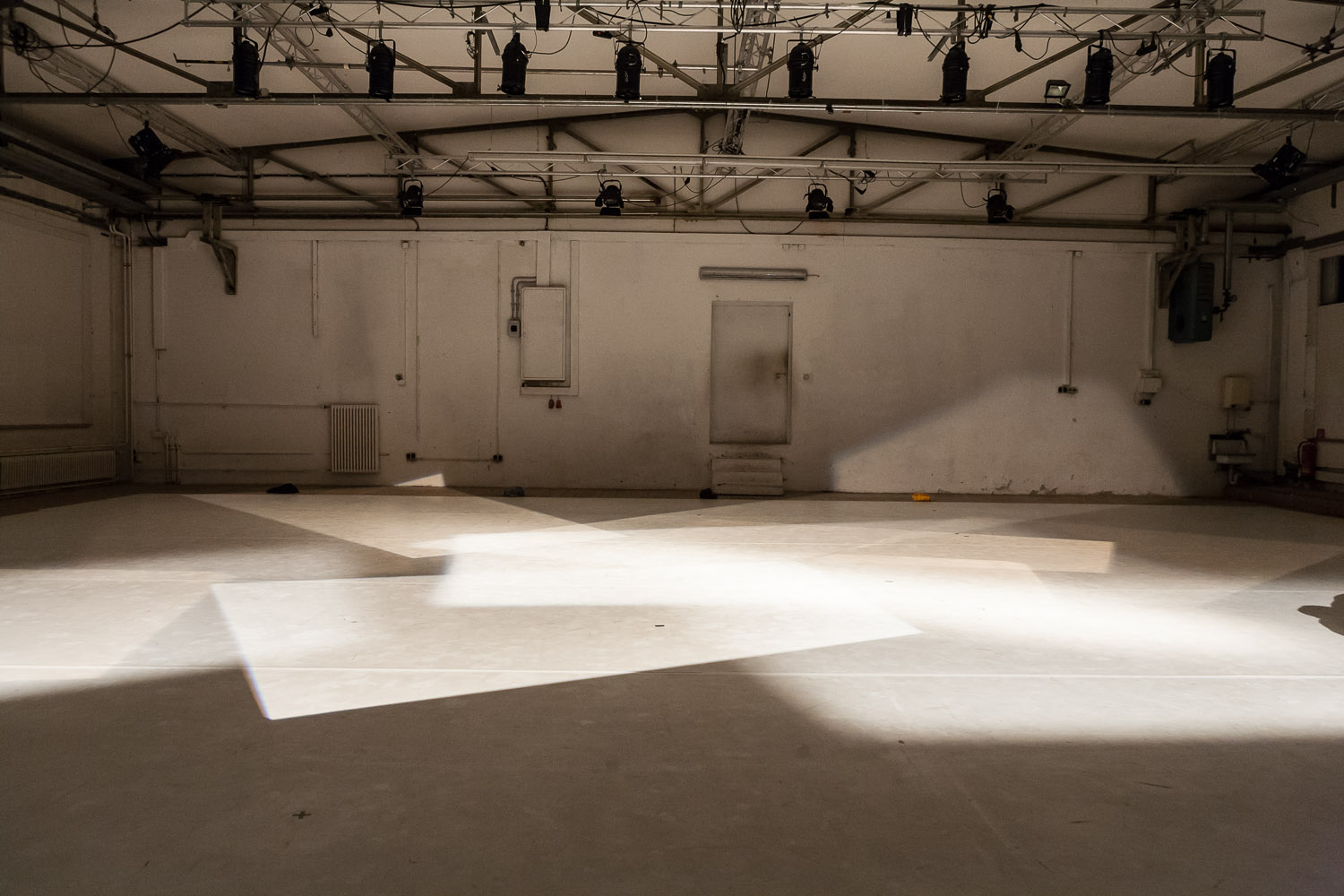
Schwere Reiter Saal 1

Gegründet wurde das Theater 1985 von Pierre Politz und seinem Ensemble als Pathos transport Theater in einer ehemaligen Reparaturhalle der städtischen Trambahn. Vorher diente es als Spielstätte des FTM, des Freien Theater München von George Froscher und Kurt Bildstein. 1989 erhielt Pierre Politz mit seinem Ensemble für das pathos transport theater den Förderpreis für Darstellende Kunst der Stadt München. 1991 bis 2001 hatte die Künstlerin Sylvia Panter die Leitung inne. Unter der Leitung von Jörg Witte (2002–2010) und Angelika Fink (2010–2019) erfolgte eine inhaltliche Neuausrichtung und das Pathos wurde nun kommunal gefördert. In den 2000er Jahren war das Pathos München auch als Techno-Club über die Stadtgrenzen hinaus bekannt.
Seit 2008 ist das Pathos programmatisch für die Theatersparte der damals neueröffneten Freie-Szene-Spielstätte Schwere Reiter verantwortlich, gemeinsam mit der Tanztendenz (Tanz) und scope (Musik). Die Produktions- und Spielstätte befindet sich ebenfalls auf dem Kreativquartier in München. 